# Премія Пібоді
Премія імені Джорджа Фостера Пібоді (англ. the George Foster Peabody Awards), премія Пібоді (англ. Peabody Awards), або Пібоді (англ. the Peabodys) — щорічна міжнародна премія за видатний вклад у галузі масмедіа. Перше нагородження відбулося в 1941 році за програми попереднього року. Це  одна із найстаріших нагород у своїй сфері. Ідею запропонував Ламбдін Кей, який був одним із керівників радіо WSB Атланта, Джорджія. Премію назвали на честь бізнесмена та філантропа Джорджа Фостера Пібоді, який пожертвував кошти на реалізацію премії. Премію вручає Коледж журналістики та масової комунікації імені Генрі В. Греді Університету Джорджії, США.
Премію Пібоді на початках вручали лише за заслуги у сфері радіо, та з 1948 року її почали вручати також у галузі телебачення. Наприкінці 1990-х років додалася категорія у галузі Всесвітньої павутини.